# باشگاه فوتبال کاوازاکی فرونتال
کاوازاکی فرونتال (به ژاپنی: 川崎フロンターレ) یک باشگاه فوتبال در شهر کاواساکی، استان کاناگاوا و در کشور ژاپن می‌باشد که در جی‌لیگ بازی می‌کند.
کاوازاکی فرونتال سابقهٔ چهار قهرمانی در جی‌لیگ و چهار نایب قهرمانی در جام جی‌لیگ را نیز دارد. باشگاه کاوازاکی فرونتال در لیگ نخبگان آسیا ۲۰۲۵ـ۲۰۲۴ به عنوان نایب قهرمانی رسید. ستاره روی لوگو به ازای هر ۱ قهرمانی لیگ داخلی زده شده‌است.

## پیوند به بیرون

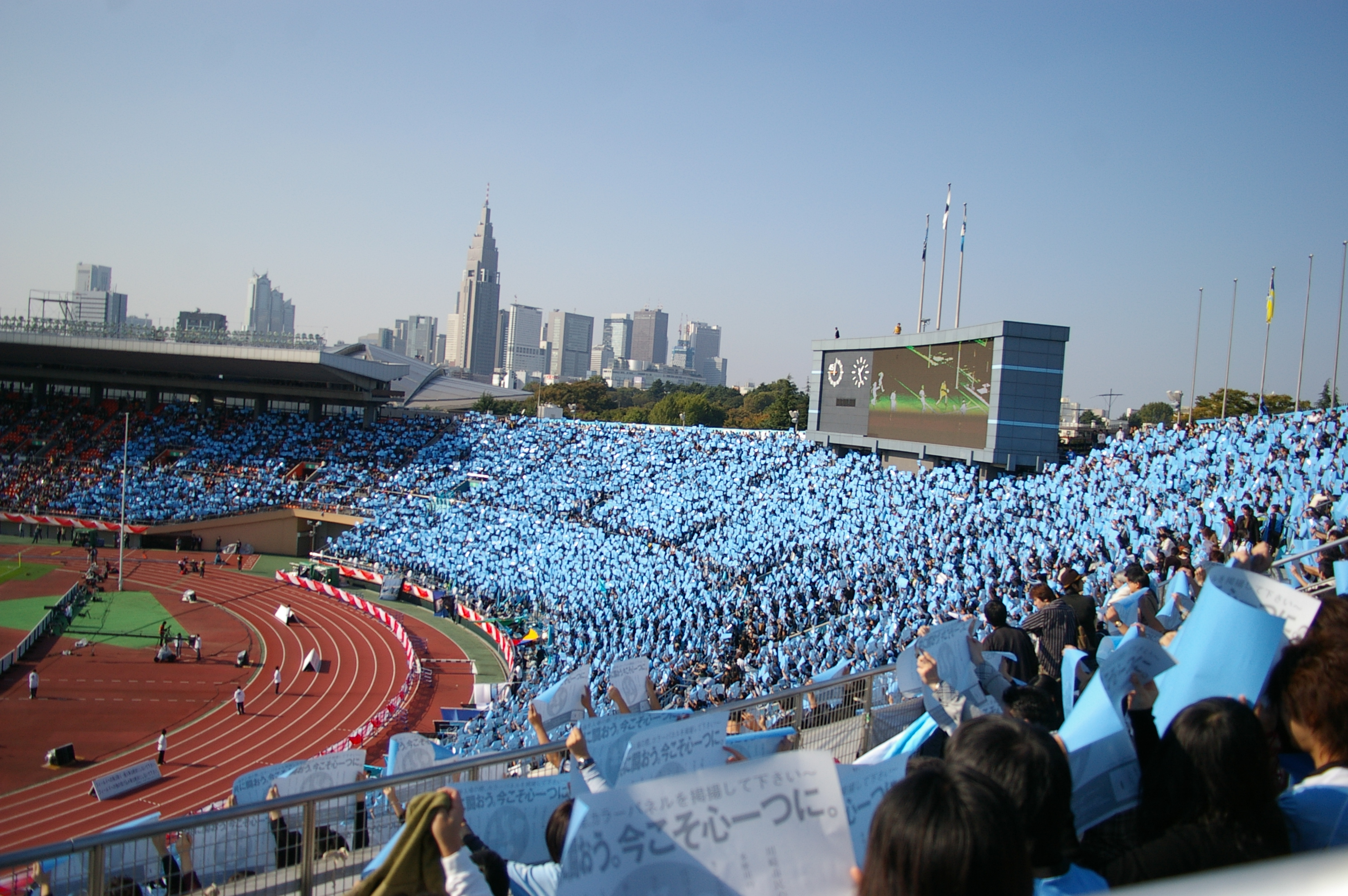
هواداران تیم فوتبال کاوازاکی فرونتال

## بازیکنان برجسته
- کنگو ناکامورا
- هالک
- بافتیمبی گومیس
- شوگو تانیگوچی